# Julian Schnabel

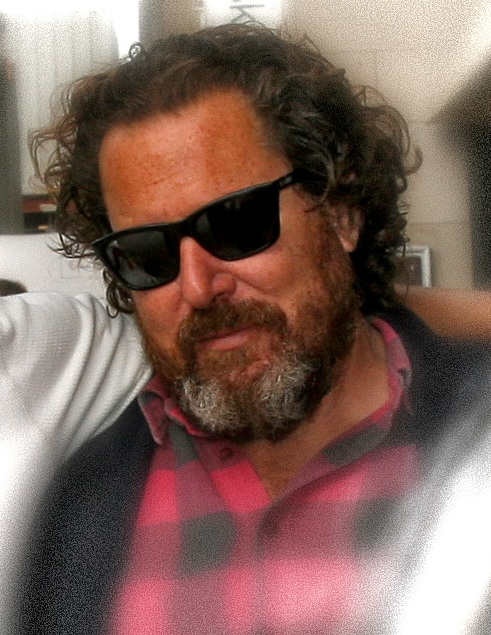
Julian Schnabel in 2007

Julian Schnabel (Brooklyn, New York, 26 oktober 1951) is een Amerikaans multidisciplinair kunstenaar: kunstschilder, filmmaker (scenarioschrijver/regisseur), fotograaf, muzikant en schrijver. Julian Schnabel woont en werkt in New York en Montauk, Long Island.

## Kunstschilder
In de jaren tachtig werd Schnabel bekend als neo-expressionistisch schilder, een expressieve, figuratieve schilderstijl waarvan Schnabel samen met o.a. Georg Baselitz en A.R. Penck de voorhoede vormde. Ook Jean-Michel Basquiat, over wiens leven hij later een film zou maken, wordt tot deze stroming gerekend.
Zijn eerste solotentoonstelling vond plaats in 1979 in de Mary Boone Gallery in New York. Daar toonde hij zijn beroemd geworden 'plate paintings': immense schilderijen bedekt met een reliëf van gebroken serviesgoed, met gips op de onderlaag bevestigd, waarop Schnabel kleurrijke, figuratieve, krachtig neergezette voorstellingen schilderde, in een stijl die doet denken aan de actionpainting. Het verbrokkelde oppervlak en de voorstelling komen in deze werken niet tot een eenheid. Letterlijk botsen ze met elkaar, omdat de kwaststreek niet kan worden afgemaakt als hij wordt gestuit door de rand van een bord. Later ging Schnabel schilderen op ondergronden van fluweel en ondergronden met horens, leer van buffels en dergelijke. Volgens Robert Pincus-Witten was de drijfveer hierachter Schnabels interesse in "eigenzinnige oppervlakken, oppervlakken die of ironische aanduidingen van waarden uit de lagere sociale klassen oproepen (...) of specifieke culturele formules van krachtige, etnische, zelfs zo nodig koloniale identiteiten."
Daarnaast was hij fotograaf en artdirector voor het muziekalbum By the Way (2002) van de Red Hot Chili Peppers. In 1987 publiceerde hij zijn autobiografie CVJ: Nicknames of Maitre D's & Other Excerpts From Life. In 1995 werd zijn muziekalbum Every Silver Lining Has a Cloud uitgebracht.

## Films
Hij werkte mee aan de volgende films: 
- 1996: Basquiat (regie en productie), over het leven van graffiti-kunstenaar Jean-Michel Basquiat.
- 2000: Before Night Falls
- 2007: Le Scaphandre et le Papillon, over het leven van Jean-Dominique Bauby, met in de hoofdrol Mathieu Amalric (regie)
- 2008: regie van de concertfilm Berlin.
- 2010: Miral
- 2018: At Eternity's Gate